# Heraclia interniplaga
Heraclia interniplaga là một loài bướm đêm trong họ Noctuidae.